# Heliotermie
Heliotermia este un fenomen fizic care constă în păstrarea mai mult timp a căldurii înmagazinate în apa sărată a unor lacuri comparativ cu regiunile învecinate, datorită prezenței la suprafața lacurilor a unui strat izolator de apă dulce (epilimnion), care împiedică iradierea căldurii în atmosferă. 
Acest proces se produce în lacurile puternic mineralizate (sărate) ce au la suprafață un strat diluat cu apă dulce, salmastru, cu o grosime de 1,5- 2,5 m.
Radiațiile solare produc în timp o încălzire puternică a apei, de la suprafață spre adânc. Răcirea aerului antrenează un proces similar în stratul salmastru dar nu și în adâncime, unde apa rămâne foarte caldă, în sensul că apare o inversiune termică, deoarece stratul superior favorizează conservarea și nu răcirea ei.

## Heliotermia în România
Conform concluziilor cercetărilor efectuate în România, heliotermia este un fenomen natural care se manifestă în lacurile puternic saline (cu concentrații foarte ridicate în sare naturală dizolvată) și care constă în creșterea temperaturii apei cu adâncimea, până ajunge la un maxim termic (termoclina), urmată de o scădere accentuată până la o anumită valoare, după care temperatura scade ușor și apoi se păstrează constantă până la fundul lacului.
În România, cele mai multe lacuri cu ape clorurate și sodice, ce prezintă fenomenul de heliotermie, se află la Sovata, și anume lacurile Ursu, Aluniș, Verde, Negru, Roșu, Mierlei și Șerpilor.
Fenomenul heliotermic (acumulare de energie termică) a fost definit prima dată și la nivel mondial de Kalecsinszky Sándor, care a studiat Lacul Ursu între 1898 și 1901, ocazie cu care a constatat că încălzirea apei se datorează căldurii radiate de soare. Fenomenul este provocat de faptul că pâraiele care se varsă permanent în lac, Toplița Rotundă (Kőröstoplica), Pârâul Auriu (Aranybánya), și precipitațiile anuale formează un strat de apă dulce de câțiva centimetri în suprafața apei sărate. Acest strat de apă superior împiedică răcirea apei sărate care se află deci sub acest strat și care acumulează permanent căldura. Astfel deci apa dulce cu o densitate mai redusă cauzează un efect de seră, împiedică ieșirea la suprafață și răcirea apei sărate.
Prof. dr. Marius Sturza, care a urmărit timp de peste 20 de ani fenomenul de heliotermie la Sovata, susține că, atunci când lacurile sărate nu sunt răscolite și sunt favorizate de multe zile calde și senine, fără vânt, pot să atingă temperaturi înalte, la anumite adâncimi. Astfel, în Lacul Ursu, s-a măsurat temperatura maximă de 70°C în 1898, de 60-65°C în 1909, iar el a constatat personal temperaturi între 53-57°C în anii 1929-1931.